# 坎迪多·波尔蒂纳里
坎迪多·波爾蒂納里（葡萄牙語：Candido Portinari；1903年12月29日—1962年2月6日），巴西最重要的畫家之一。他也是繪畫界新寫實主義風格突出且具有影響力的實踐者。

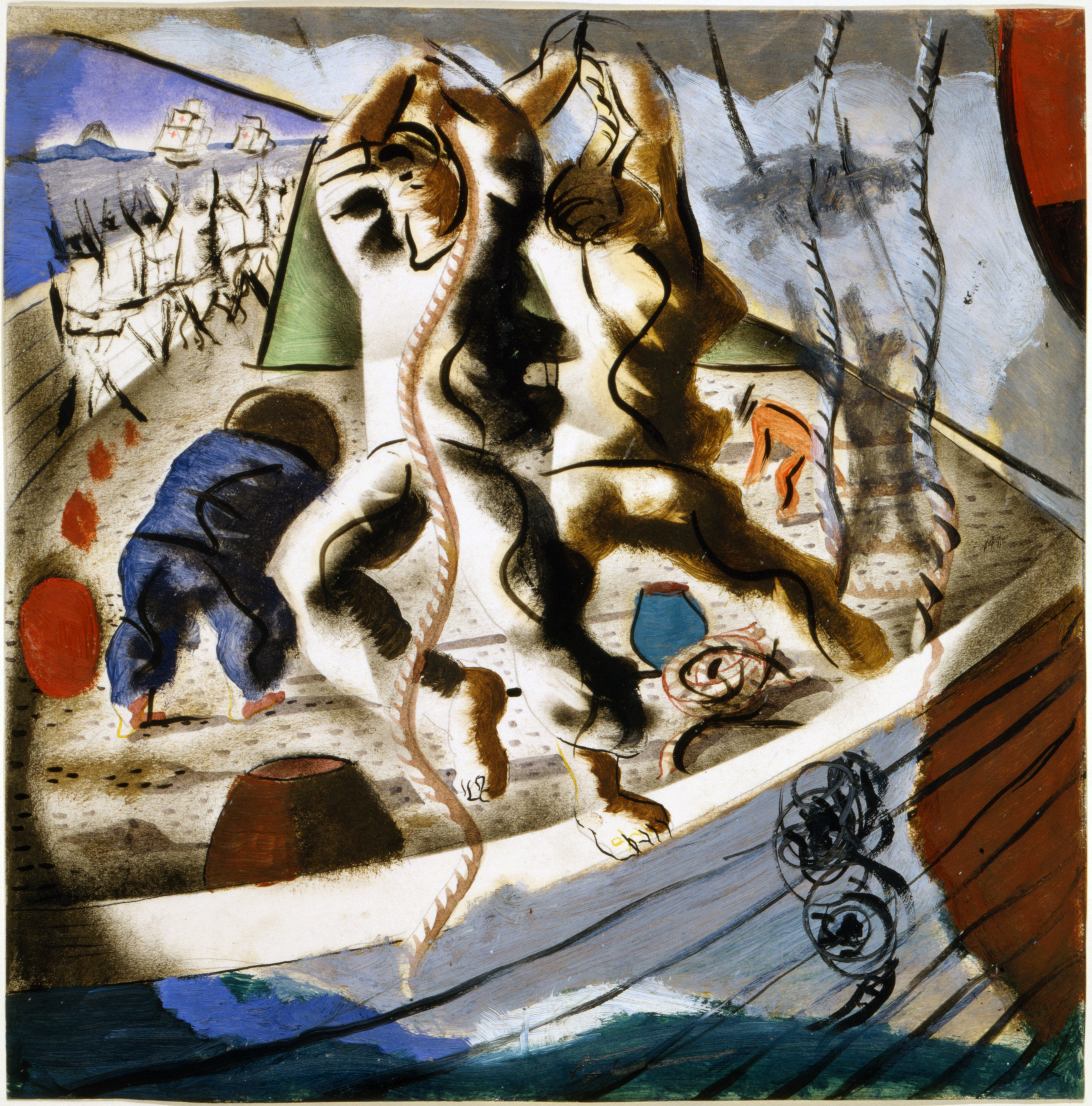
Study for Discovery of the Land 珍藏於美國國會圖書館

他是義大利移民，出生於靠近聖保羅州布罗多夫斯基附近的咖啡農園中。波爾蒂納里於里約熱內盧的里約熱內盧聯邦大學的美術學院（ENBA）就讀。1928年，他贏得美術學院金牌獎，並前往巴黎旅行。在1930年回到巴西以前，他都待在巴黎。
他在1947年加入巴西共產黨並成為參議院議員，但是卻因為對於共產主義者的迫害被迫逃離巴西到烏拉圭。他在1951年再次回到巴西，但卻在生命的尾聲遭受疾病的打擊，並且於1962年逝世。死因是來自他畫作的鉛中毒。
2007年12月20日，他的畫作《咖啡種植園工人》（O lavrador de café（页面存档备份，存于））於聖保羅藝術博物館與巴伯羅·畢卡索的《蘇珊布洛赫的肖像》一起被竊。聖保羅警方於2008年1月8日宣布波爾蒂納里與畢卡索遭竊的畫作已經尋獲。警方也拘留了兩個嫌犯。

## 外部連結
- （葡萄牙文）波爾蒂納里計畫美術館（Casa de Portinari）（页面存档备份，存于）
- （葡萄牙文）（英文）波爾蒂納里計畫（页面存档备份，存于），波爾蒂納里的兒子Joan Portinari為了紀念其父誕生百年而發起的計畫，蒐集了他全部的作品
- （葡萄牙文）Portinari in Dezenovevinte - Arte Brasileira do Século XIX e Início do XX（页面存档备份，存于）
- （葡萄牙文）個人傳記